# 尼基·米爾納
尼可拉·珍·米爾納OBE FBA FSA（英語：Nicky Milner，1973年9月4日—）是英国考古学家，為約克大學考古系教授，其研究聚焦於中石器時代與新石器时代。她自2004年起便開始研究、挖掘皮克林谷的星凱爾遗址。
米爾納于2009年當選為伦敦文物学会院士，在2019年獲選為英國國家學術院院士。

## 早年
米爾納生于英国约克郡布里德靈頓，她曾就读约克郡东区亨曼比的一所女子私立寄宿学校亨曼比霍尔学校（Hunmanby Hall School）。
她大學就讀諾丁漢大學，主修考古学，在1995年获得文学学士学位。後她於剑桥大学攻讀哲學博士，由自然環境研究委員會資助。
她為研究丹麥的贝塚遺址，而開發以歐洲牡蠣殼分析季節性的方法。她於1999年獲得博士學位，其論文為《丹麥Ertebølle地區歐洲牡蠣生長增量的季節性資訊》（Seasonality information from the incremental growth of the European oyster for Ertebølle sites in Denmark）。

## 學術
获得博士学位后，她于1999年获得纽卡斯尔大学詹姆斯·诺特爵士博士後奖学金，并在2001年受聘于该大学担任讲师。2004 年，她於约克大学任教，2009年晋升为高级讲师，2012年成为考古学教授。她自2019年起，担任约克大学考古系主任至今。
她是《牛津考古研究评论》的資深編輯，自2006年起担任《中石器时代杂志》编辑。她與其他研究者合著《星凱尔：冰河时代后的英国生活》，其研究於約克郡博物館中展出。
其為藝術與人文研究委員會同儕學院、自然環境研究委員會放射性碳设施评估小组的成员。 
米爾納在2019年時獲得泰晤士高等教育奖中“年度杰出研究导师”称号，她也於查爾斯三世2023年生日授勋仪式上被授予大英帝國勳章，以表彰其对考古学的贡献。

### 研究
米尔纳是「後冰期計畫」（POSTGLACIAL）的首席研究员，此計畫由歐洲研究理事會資助，研究末次冰期結束後西北歐人類如何適應氣候及其生活。後冰期計畫主要於星凱爾遺址以及弗利克斯顿古湖周遭的遺址。
她在2013年時於星凱爾遺址挖掘到「英國最古老的房子」，約有10000年歷史。